# Esther Gitman
Esther Gitman (Sarajevo, 20 de septiembre de 1939) es una historiadora estadounidense de ascendencia judía, experta en el tema del Holocausto en Yugoslavia, centrándose específicamente en el Estado Independiente de Croacia. En octubre de 1941 Gitman huyó de Sarajevo con su familia, hacia la zona del Adriático bajo ocupación italiana, en donde logra sobrevivir bajo la ayuda de los Justos entre los gentiles. Ha estado viviendo en los Estados Unidos desde 1972.

## Trayectoria
Antes de ello, su familia vivió en Israel durante 19 años, y posteriormente ella se muda hacia Montreal, Canadá con su esposo llamado Israel, y su única hija de nombre Michal. Fue allí en donde Israel obtuvo su doctorado, y la familia se trasladó finalmente hacia Nueva York. Obtuvo una licenciatura en historia y sociología en la Universidad de Carleton en Ottawa, Canadá, y un título de posgrado en justicia penal en la Universidad de Long Island. Posteriormente, Esther obtiene un doctorado en historia judía en el Centro de Estudios de Posgrado CUNY. Comenzó su investigación sobre la historia de los judíos en Croacia en 1999, con su tesis titulada ''El rescate de los judíos en el Estado Independiente de Craocia, 1941–1945''. En 2002,  recibió una beca Fulbright para viajar a Croacia, y continuar con su investigación. En el período académico 2006-07, Gitman fue condecorada por el Museo del Holocausto y  una beca de Membresía Barbara y Richard Rosenberg, por sus investigaciones sobre el área.
En 2007 Gitman recibió una beca postdoctoral por parte del Museo del Holocausto. En 2008,  participó en una conferencia sobre el cardenal Aloysius Stepinac, la principal figura de la Iglesia Católica entre los croatas durante la Segunda Guerra Mundial.
Gitman ha compilado bases de datos sobre los judíos de Sarajevo y Zagreb, que sobrevivieron el Holocausto.
En 2011,  publicó Cuando el coraje prevaleció: El rescate y supervivencia de los judíos en el Estado Independiente de Croacia 1941-1945, que como trata sobre el rescate y supervivencia de los judíos perseguidos en el Estado Independiente de Croacia y sobre el rol que el cardenal Aloysius Stepinac adoptó durante ese período. En la entrevista para el periódico croata Večernji list, Gitman declaró que en su opinión personal, ''Stepinac es un santo que salvó a muchos judíos''.